# Centennial (Colorado)
Centennial es una ciudad ubicada en el condado de Douglas en el estado estadounidense de Colorado. En el Censo de 2010 tenía una población de 100.377 habitantes y una densidad poblacional de 1.342,47 personas por km².

## Geografía
Centennial se encuentra ubicada en las coordenadas 39°35′26″N 104°52′9″O / 39.59056, -104.86917. Según la Oficina del Censo de los Estados Unidos, Centennial tiene una superficie total de 74.77 km², de la cual 74.39 km² corresponden a tierra firme y (0.51%) 0.38 km² es agua.

## Demografía
Según el censo de 2010, había 100.377 personas residiendo en Centennial. La densidad de población era de 1.342,47 hab./km². De los 100.377 habitantes, Centennial estaba compuesto por el 87.29% blancos, el 3.28% eran afroamericanos, el 0.41% eran amerindios, el 4.36% eran asiáticos, el 0.1% eran isleños del Pacífico, el 1.6% eran de otras razas y el 2.97% pertenecían a dos o más razas. Del total de la población el 7.43% eran hispanos o latinos de cualquier raza.

## Educación
El Distrito Escolar Cherry Creek gestiona escuelas públicas.